# Vadstena län

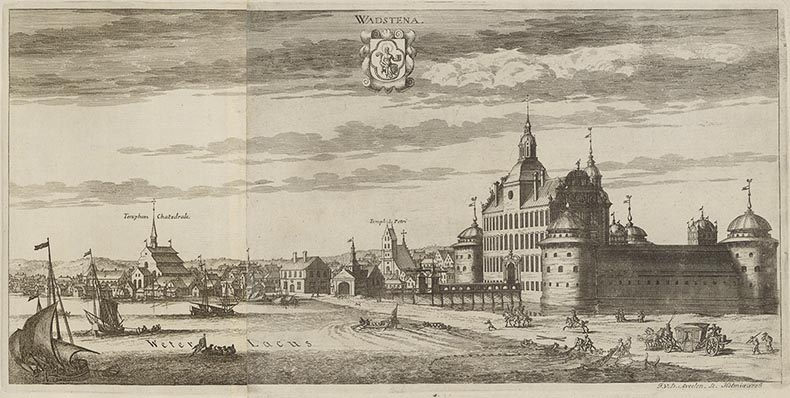
Vadstena omkring 1700.

Vadstena län eller Vadstena slottslän var ett slottslän i Vadstena i Sverige. Länet nämns på 1490-talet som Vadstena kungsgårds län och omfattade då Aska härad. Slottslänet var verksamt mellan 1545 och 1640 under namnet Vadstena slottslän och bildades åter mellan 1660 och 1719 under namnet Vadstena län.

## Historik
Vadstens kungsgårds län nämns på 1490–talet och omfattade då Aska härad. År 1525 hörde Aska härad, Dals härad, Bobergs härad, Lysings härad, Göstrings härad, Vifolka härad och Vadstena gård till Hofs län.

### Vadstena slottslän
När Vadstena slott började byggas 1545, så bildade gårdarna Hofs, Starby och Vadstena ett fögderi under namnet Vadstena slottslän. Vadstena slottslän nämns ännu 1634 och då hörde Göstrings härad och Lysings härad till länet. Slottslänet upphörde senast 1640, då Claude de Laval blev slottshauptman på Vadstena slott.
Hofs gård frånskildes 1553 men återlas 1571, när också Hofs län helt upphörde. 1550–1552 hörde Sundbo härad i Närke hit och under dess existens hörde sedan hörde olika härad och lägenheter under slottslänet. Länets omfång vacklade under 1500-talets slut. 

### Vadstena län
Vadstena län återuppstod som kameralt län från Karl X Gustavs förordnande av 15 oktober 1656, att hans fru, Hedvig Eleonora, efter hans död bland annat skulle få Vadstena län till sitt livgedinge, vilken åtgärd ständerna genom sitt biavsked 23 november 1660 godkände. Hon tog sitt säte i Vadstena slott och bodde i en särskild träbyggnad utanför slottet. Länet omfattade Göstrings, Aska, Lysings och Dals härad jämte Ulfåsagodsen samt utgjordes 1683 av 1406 ½ mantal, som då räntade 24 980 daler silvermynt. Länet förvaltades av en särskild fogde, som förde jordebok och räkenskaper över detsamma. På slottet satt en hauptman, inför vilken fogden redovisade. I rättsligt avseende lydde länet under livgedingets lagman. Det hemföll till kronan vid änkedrottningens död 1715, men först den 27 april 1719 gav drottning Ulrika Eleonora befallning om, att livgedingets "länder" skulle indragas och förläggas vart till sitt hövdingdöme och sålunda Vadstena län under Östergötlands landshövdingdöme.

## Vadstena lagsaga
Området utbröts 1678 ur Östergötlands lagsaga och bildade en egen. Denna del återgick 1719 men bröts åter ut 1733 för att 1739 återgå.

## Ståthållare
- 1549–1552 Abraham Eriksson (Leijonhufvud)
- 1552–1555 Måns Johansson (Natt och Dag)
- 1567–1569 Jakob Turesson (Rosengren)
- 1570–1571 Gustaf Olofsson (Stenbock) till Torpa tillförordnad
- 1574–1576 Johan Axelsson Bielke
- 1577–1596? Arvid Gustafsson Stenbock
- 1594–1595 Ture Rosengren
- 1613: Jöns Jacobsköld
- 1618–1627 Lindorm Ribbing
- 1629– Erik Jöransson
- 1633– Lars Sparre
- 1636– Knut Posse

## Hauptman
- 1640–1646 Claude de Laval[3]
- 1647–1649 David Dachsberg
- 1658– Isak Enander
- 1668–1669 Erik Johansson Bergman
- 1670–1678 Knut Törnhielm
- 1678–1696 Jakob Du Rées
- 1706–1714 Samuel Enander

## Befallningsman
- 1578–1587 Anders Grijs
- 1571–1589 Palne Eriksson Rosenstråle
- 1594–1611 Nils Arvidsson Gyllenållon
- 1597–1598 Torsten Kristoffersson
- 1612 Jöns Persson
- 1618–1631 Lars Svensson
- 1631–1649 Johan Brun
- Nils Eriksson
- 1650–1666 Magnus Jönsson Hane
- 1678–1691 Jörgen Classon